# آل کاپریلیان
آلن "آل" کاپریلیان ( انگلیسی: Alan "Al" Kaprielian؛ زادهٔ ۷ ژوئیهٔ ۱۹۶۱) هواشناس و مجری تلویزیونی ارمنی‌تبار اهل ایالات متحده آمریکا است که به دلیل بیش از ۲۰ سال فعالیت در شبکه تلویزیونی Channel 50 مستقر دری، نیوهمپشایر شناخته می‌شود.

## زندگی‌نامه
وی در ۷ ژوئیهٔ ۱۹۶۱ در نیوهمپشایر به دنیا آمد و از کالج دولتی لیندون فارغ‌التحصیل گشت. 